# Iwan Marazow
Iwan Rusew Marazow, bułg. Иван Русев Маразов (ur. 15 marca 1942 w Pirne) – bułgarski historyk sztuki i polityk, działacz Bułgarskiej Partii Socjalistycznej, minister kultury w rządzie Żana Widenow (1996−1997) oraz kandydat socjalistów w wyborach prezydenckich w 1996.

## Życiorys
W latach 1959–1962 służył w wojsku. W 1967 został absolwentem teorii i historii sztuki w instytucie im. Ilji Riepina w Leningradzie. Po ukończeniu studiów pracował w Bułgarskiej Akademii Nauk, gdzie w latach 1988–1992 pełnił funkcję dyrektora Instytutu Historii Sztuki. Uzyskiwał w międzyczasie kolejne stopnie naukowe. Był redaktorem naczelnym periodyku „Izkustwo”. Został profesorem i kierownikiem katedry mitologii, sztuki dawnej i folkloru na założonym w 1991 Nowym Uniwersytecie Bułgarskim. Uznawany za eksperta w dziedzinie sztuki i kultury antycznej i trackiej. Członek stowarzyszeń bułgarskich pisarzy i artystów malarzy, a także florenckiej Akademii Medyceuszów. Autor lub współautor około 25 książek naukowych, a także ponad 500 artykułów.
Na początku lat 90. wstąpił do Bułgarskiej Partii Socjalistycznej, przekształconej z partii komunistycznej. W 1991 w rządzie Dimityra Popowa był wiceministrem kultury, od czerwca 1996 do lutego 1997 kierował tym resortem w gabinecie Żana Widenowa.
W 1996 miał miejsce tzw. kryzys walutowy, który doprowadził do znacznego spadku zaufania obywateli do funkcjonującego rządu oraz do manifestacji ulicznych. Dlatego też w wyborach prezydenckich w 1996 władze BSP postanowiły jako swojego kandydata wystawić profesora Iwana Marazowa, traktowanego jako polityka najmniej uwikłanego w partyjne spory, mającego opinię umiarkowanego liberała oraz cieszącego się dużym autorytetem społecznym. Kandydatką na wiceprezydenta u jego boku została wiceminister spraw zagranicznych Irina Bokowa. W drugiej turze otrzymali około 40% głosów, przegrywając z kandydatami Związku Sił Demokratycznych – Petyrem Stojanowem i Todorem Kawałdżiewem. Powrócił następnie do działalności naukowej, rezygnując z aktywności politycznej.